# Yōhei Nishimura
Yōhei Nishimura (japanisch 西村 洋平 Nishimura Yōhei; * 1. Juni 1993 in Kōbe, Präfektur Hyōgo) ist ein japanischer Fußballspieler.

## Karriere
Yōhei Nishimura erlernte das Fußballspielen in der Schulmannschaft der Hyogo High School und der Universitätsmannschaft der Universität Tsukuba. Seinen ersten Vertrag unterschrieb er 2016 bei Tochigi SC. Der Verein spielte in der dritthöchsten Liga des Landes, der J3 League. Für den Verein absolvierte er vier Ligaspiele. 2017 wechselte er zum Ligakonkurrenten Fujieda MYFC. Für den Verein absolvierte er 20 Ligaspiele. Im Januar 2019 nahm ihn der Viertligist Nara Club. Für den Verein aus Nara stand er 15-mal in der vierten Liga auf dem Spielfeld. Nach einer Saison wechselte er im Februar 2021 zum Fünftligisten Ococias Kyoto AC.